# James Dillion
James Leo "Jim" Dillion, född 2 maj 1929 i Plain City i Ohio, död 16 september 2010 i Arlington i Texas, var en amerikansk friidrottare.
Dillion blev olympisk  bronsmedaljör i diskus vid sommarspelen 1952 i Helsingfors.